# 中之条郵便局
中之条郵便局（なかのじょうゆうびんきょく）
- 群馬県吾妻郡中之条町にある郵便局。本記事にて記述する。

中之条簡易郵便局（なかのじょうかんいゆうびんきょく）
- 長野県埴科郡坂城町にある簡易郵便局。局番号は11837。

中之条郵便局（なかのじょうゆうびんきょく）は群馬県吾妻郡中之条町にある郵便局。民営化前の分類では集配特定郵便局であった。

## 概要
住所：〒377-0499 群馬県吾妻郡中之条町中之条町2075-3
民営化直前の集配業務再編において、多くの集配特定郵便局は配達センターとなったが、当局は地域郵便輸送の拠点として統括センターとされたため、民営化に際し郵便事業株式会社の支店が併設された。

## 沿革
- 1872年（明治5年） - 中ノ条郵便取扱所として開設[1]。
- 1875年（明治8年）1月1日 - 中ノ条郵便局（五等）となる。
- 1879年（明治12年）4月 - 為替取扱を開始。
- 1881年（明治14年）11月18日 - 貯金取扱を開始。
- 1897年（明治30年）2月16日 - 中ノ条郵便電信局となる。
- 1903年（明治36年）4月1日 - 通信官署官制の施行に伴い中ノ条郵便局となる。
- 19xx年 - 中之条郵便局に改称。
- 1952年（昭和27年）4月1日 - 電気通信業務の取扱を、新設の中之条電報電話局に移管[2]。
- 1958年（昭和33年）8月20日 - 電話通話および和文電報受付事務の取扱を開始[3]。
- 1982年（昭和57年）11月8日 - 風景入通信日付印の使用を開始。
- 2007年（平成19年）10月1日 - 民営化に伴い、併設された郵便事業中之条支店に一部業務を移管。
- 2012年（平成24年）10月1日 - 日本郵便株式会社発足に伴い、郵便事業中之条支店を中之条郵便局に統合。
- 2016年（平成28年）10月3日 - 四万郵便局から集配業務を移管。

## 取扱内容
- 郵便、印紙、ゆうパック、内容証明
- 貯金、為替、振替、振込、国際送金、国債
- 生命保険、バイク自賠責保険
- ゆうちょ銀行ATM
- 「377-04xx」「377-06xx」区域（吾妻郡中之条町の一部）の集配業務
- ゆうゆう窓口

## 周辺
- 中之条町役場
- 中之条町歴史と民俗の博物館「ミュゼ」
- 群馬県立吾妻中央高等学校
- 中之条町立中之条小学校
- ツインプラザ
- 国道145号
- 国道353号
- 群馬県道53号中之条湯河原線
- 胡桃沢川 - 吾妻川の支流

## アクセス
- JR吾妻線 中之条駅から北西へ900m（徒歩約15分）
- 関越交通バス 中之条高校前停留所下車
- 駐車場あり：10台